# José Antonio Alarcón Gómez
José Antonio Alarcón Gómez OFMCap (* 28. Februar 1965 in Lima) ist ein peruanischer römisch-katholischer Ordensgeistlicher und Bischof von Huaraz.

## Leben
Alarcón trat der Ordensgemeinschaft der Kapuziner bei und legte am 4. Oktober 1990 die ewige Profess ab. Nach weiteren Studien erwarb er an der Universidad Católica de Santa María in Arequipa das Lizenziat in Theologie. Am 30. Juli 1993 empfing er das Sakrament der Priesterweihe.
Nach der Priesterweihe absolvierte er an der Päpstlichen Universität Antonianum, der Ordenshochschule in Rom, bis 1995 eine Fortbildung für die Ausbildung des Ordensnachwuchses. Anschließend war er bis 1998 Pfarrer in Orcopampa und Ausbilder für die Postulanten. Von 1999 bis 2002 war er Ökonom der peruanischen Ordensprovinz und von 2004 bis 2008 sowie von 2011 bis 2017 war er Provinzial der peruanischen Kapuziner. Neben weiteren Aufgaben als Ordensoberer und in der Pfarrseelsorge, zuletzt ab 2024 als Pfarrvikar der Pfarrei San Pedro in Chorrillos, war er von 2017 bis 2019 Moderator der Kurie, Diözesanökonom und Bischofsvikar für das geweihte Leben im Bistum Huánuco.
Am 17. September 2024 ernannte ihn Papst Franziskus zum Bischof von Huaraz. Die Bischofsweihe empfing er am 12. Dezember desselben Jahres in der Pro-Kathedrale Señor de la Soledad in Huaraz.